# Ivy Walker
Ivy Kay Walker (gift Thorpe), född 22 september 1911 i Storbritannien, död okänt år, var en brittisk friidrottare med löpgrenar som huvudgren. Walker var en pionjär inom damidrott, hon blev silvermedaljör vid den tredje ordinarie damolympiaden 1930.

## Biografi
Ivy Walker föddes i mellersta England, senare började hon med friidrott där hon tävlade främst i kortdistanslöpning och stafettlöpning.
1929 blev hon brittisk mästare i löpning 100 yards vid tävlingar på Stamford Bridge i London. Den 16 juni 1930 satte hon (inofficiellt) världsrekord på löpning 200 meter vid tävlingar i London. Walker deltog i den tredje ordinarie damolympiaden 6–8 september i Prag, under idrottsspelen vann hon silvermedalj i stafettlöpning 4 x 100 meter (med Eileen Hiscock, Ethel Scott, Walker som tredje löpare och Daisy Ridgley).
1934 deltog hon även vid British Empire Games i London där hon vann silvermedalj med stafettlaget på 660 yards (220 + 110 + 220 + 110 (med Eileen Hiscock, Nellie Halstead, Ethel Johnson och Walker som 4:e löpare). Hon tävlade även på 220 yards där hon dock slutade utanför medaljplats.